# Cerithiopsis arnoldi
Cerithiopsis arnoldi är en snäckart som beskrevs av Bartsch 1911. Cerithiopsis arnoldi ingår i släktet Cerithiopsis och familjen Cerithiopsidae. Inga underarter finns listade i Catalogue of Life.